# Ludność Ostrołęki
Liczba ludności Ostrołęki od roku 1939
- 1564 - 2 000[1]
- 1792 - 1 480[1]
- 1808 - 2 036[1]
- 1826 - 2 562[1]
- 1855 - 3 460[1]
- 1872 - 5 987[1]
- 1897 - 12 944[1]
- 1913 - 13 500[1]
- 1916 - 4 907[1]
- 1921 - 9 145[1]
- 1931 - 13 431[1]
- 1939 - 15 000[1]
- 1946 - 9 279[1] (spis powszechny)
- 1950 - 10 409 (spis powszechny)
- 1955 - 12 257

| - 1960 - 15 216 (spis) - 1961 - 16 000 - 1962 - 16 600 - 1963 - 17 100 - 1964 - 17 600 - 1965 - 17 844 - 1966 - 18 200 - 1967 - 19 200 - 1968 - 19 500 - 1969 - 19 800 | - 1970 - 22 187 (spis) - 1971 - 23 013 - 1972 - 23 800 - 1973 - 25 100 - 1974 - 26 378 - 1975 - 28 040 - 1976 - 29 600 - 1977 - 31 600 - 1978 - 32 800 (spis) - 1979 - 35 900 | - 1980 - 38 027 - 1981 - 39 621 - 1982 - 41 068 - 1983 - 41 789 - 1984 - 43 156 - 1985 - 44 097 - 1986 - 45 512 - 1987 - 46 875 - 1988 - 48 029 (spis) - 1989 - 49 566 | - 1990 - 50 737 - 1991 - 51 802 - 1992 - 52 383 - 1993 - 53 337 - 1994 - 53 336 - 1995 - 54 162 - 1996 - 54 560 - 1997 - 54 981 - 1998 - 55 271 - 1999 - 55 511 | - 2000 - 55 818 - 2001 - 55 659 - 2002 - 54 207 (spis) - 2003 - 54 194 - 2004 - 54 129 - 2005 - 53 831 - 2006 - 53 605 - 2007 - 54 109 - 2008 - 53 982 - 2009 - 53 837 | - 2010 - 53 789 - 2011 - 53 443 - 2012 - 53 287 |